# ویلیام اس. ویر
ویلیام اس. ویر (به انگلیسی: William S. Vare) سناتور سابق عضو حزب جمهوری‌خواه ایالات متحده آمریکا بود. وی در سال ۱۹۲۷ تا ۱۹۲۹ میلادی سناتور ایالت پنسیلوانیا در سنای ایالات متحده آمریکا بود.